# 日高自動車道
日高自動車道（ひだかじどうしゃどう、英語: HIDAKA EXPWY）は、北海道苫小牧市を起点とし、北海道日高郡新ひだか町を経由して北海道浦河郡浦河町に至る予定の国土交通大臣指定に基づく高規格幹線道路（一般国道の自動車専用道路）（B路線）である。国道235号に路線指定されている。略称は日高道（ひだかどう）。
高速道路ナンバリングによる路線番号は、「E63」が割り振られている。

## 概要
- 起点：北海道苫小牧市字植苗
- 終点：北海道浦河郡浦河町
- 延長：約120 km

## 事業名

### 苫東道路
- 起点：北海道苫小牧市字植苗（苫小牧東IC）[3]
- 終点：北海道勇払郡厚真町上厚真（厚真IC）[3]
- 延長：19.7 km[3]
- 規格：第1種第2級[3]
- 設計速度：100 km/h[3]
- 道路幅員：23.5 m[3]
- 車線幅員：7.0 m[3]
- 車線数：完成4車線[3]

1998年に暫定2車線で供用開始されたが、その後付加車線を整備する事業が2012年度（平成24年度）より事業化されている。

### 厚真門別道路
- 起点：北海道勇払郡厚真町上厚真（厚真IC）[4]
- 終点：北海道沙流郡日高町字平賀（日高富川IC）[4]
- 延長：20.0 km[4]
- 規格：第1種第2級[4]
- 設計速度：100 km/h[4]
- 道路幅員：暫定12.0 m[4]
- 車線幅員：3.5 m[4]
- 車線数：暫定2車線[4]

### 門別厚賀道路
- 起点：北海道沙流郡日高町字平賀（日高富川IC）[5]
- 終点：北海道沙流郡日高町（日高厚賀IC）[5]
- 延長：20.0 km[5]
- 規格：第1種第2級[5]
- 設計速度：100 km/h[5]
- 道路幅員：暫定12.0 m[5]
- 車線幅員：3.5 m[5]
- 車線数：暫定2車線[5]

### 厚賀静内道路
- 起点：北海道沙流郡日高町（日高厚賀IC）[6]
- 終点：北海道日高郡新ひだか町（静内IC）[6]
- 延長：16.2 km[6]
- 規格：第1種第3級[6]
- 設計速度：80 km/h[6]
- 道路幅員：13.5 m[6]
- 車線幅員：3.5 m[6]
- 車線数：完成2車線[6]

全線が事業中。新冠IC - 静内IC間は津波浸水予測区域を回避するため、内陸部へルートが変更された。

### 静内三石道路
静内 - 三石間（約20 km）について、2019年度（令和元年度）から概略ルートおよび構造の検討（計画段階評価を進めるための調査）と計画段階評価が開始された。2021年度（令和3年度）中に計画段階評価を完了するとされ、2021年（令和3年）11月に当該区間を別線で整備する方針が示された。
2022年（令和4年）3月、静内三石道路として当該区間の一部である静内 - 東静内間（8.0 km）の2022年度（令和4年度）事業化が承認され、区間内に静内IC、東静内IC（いずれも仮称）が設置される見込みである。
静内三石道路（静内 - 東静内）
- 起点：北海道日高郡新ひだか町静内神森（静内IC）[12]
- 終点：北海道日高郡新ひだか町東静内（東静内IC）[12]
- 延長：8.0 km[12]
- 規格：第1種第3級[13]
- 設計速度：80 km/h[13]
- 道路幅員：13.5 m[13]
- 車線幅員：3.5 m[13]
- 車線数：完成2車線[13]

### 新ひだか町三石 - 浦河町
全線（約21 km）計画中であり、事業化されていないが、2021年度（令和3年度）から概略ルートおよび構造の検討が行われている。

## インターチェンジなど
- 全区間北海道内に所在。
- IC番号欄の背景色が■である部分については道路が供用済みの区間を示している。また、施設名欄の背景色が■である部分は施設が供用されていない、または完成していないことを示す。未開通区間の名称は仮称（新冠ICを除く）。
- 略字は、ICはインターチェンジ、JCTはジャンクション、TBは本線料金所を示す。

| IC番号 | 施設名                    | 接続路線名                  | 起点から (km) | 備考                              | 所在地         | 所在地   | 所在地     |
| ------ | ------------------------- | --------------------------- | ------------- | --------------------------------- | -------------- | -------- | ---------- |
| 22     | 苫小牧東IC/JCT 苫小牧東TB | E5 道央自動車道             | 0.0           | 本線料金所併設 道央道方面出入口   | 胆振総合振興局 | 苫小牧市 | 苫小牧市   |
| 1      | 沼ノ端西IC                | 国道235号（現道）           | 4.0           | 道央道方面出入口                  | 胆振総合振興局 | 苫小牧市 | 苫小牧市   |
| 2      | 沼ノ端東IC                | 国道235号（現道）           | 7.9           | 静内方面出入口 浦河方面は無料区間 | 胆振総合振興局 | 苫小牧市 | 苫小牧市   |
| 3      | 苫東中央IC                | 国道235号（現道）           | 11.8          |                                   | 胆振総合振興局 | 苫小牧市 | 苫小牧市   |
| 4      | 厚真IC                    | 道道287号厚真浜厚真停車場線 | 19.7          |                                   | 胆振総合振興局 | 勇払郡   | 厚真町     |
| 5      | 鵡川IC                    | 道道10号千歳鵡川線          | 28.1          |                                   | 胆振総合振興局 | 勇払郡   | むかわ町   |
| 6      | 日高富川IC                | 国道237号                   | 39.9          |                                   | 日高振興局     | 沙流郡   | 日高町     |
| 7      | 日高門別IC                | 道道351号正和門別停車場線   | 45.7          | 苫小牧方面出入口                  | 日高振興局     | 沙流郡   | 日高町     |
| 8      | 日高厚賀IC                | 道道208号比宇厚賀停車場線   | 59.9          |                                   | 日高振興局     | 沙流郡   | 日高町     |
| -      | 新冠IC                    | 国道235号（現道）           | 69.0          | 2025年度開通予定                  | 日高振興局     | 新冠郡   | 新冠町     |
| -      | 静内IC                    | 道道71号平取静内線          | 76.1          | 事業中                            | 日高振興局     | 日高郡   | 新ひだか町 |
| -      | 東静内IC                  | 道道637号西川東静内停車場線 | 84.1          | 事業中                            | 日高振興局     | 日高郡   | 新ひだか町 |
|        | 東静内 - 三石             | 東静内 - 三石               | 東静内 - 三石 | 計画段階評価手続き中              | 日高振興局     | 日高郡   | 新ひだか町 |
|        | 三石 - 浦河               | 三石 - 浦河                 | 三石 - 浦河   | 基本計画区間                      | 日高振興局     |          |            |

## 沿革
- 1993年（平成05年）：門別厚賀道路の事業着手。
- 1995年（平成07年）：厚賀静内道路の事業化、環境調査着手。
- 1996年（平成08年）：門別厚賀道路の環境影響評価手続完了。
- 1998年（平成10年）：門別厚賀道路の用地補償着手。
  - 3月23日：苫東道路の苫小牧東IC - 沼ノ端西IC間開通。
  - 7月6日：沼ノ端西IC - 厚真IC間開通により、苫東道路が全線開通。
- 2000年（平成12年）：厚賀静内道路の事業再評価実施。
- 2001年（平成13年）：門別厚賀道路の工事着手。
- 2002年（平成14年）：厚賀静内道路の道づくり検討委員会（PI委員会）の実施。
- 2003年（平成15年）8月10日：厚真門別道路の厚真IC - 鵡川IC間開通。
- 2005年（平成17年）12月1日：厚真IC付近に追越車線を新設・延伸し、供用開始。
- 2006年（平成18年）3月19日：鵡川IC - 日高富川IC間開通により、厚真門別道路が全線開通。
- 2010年（平成22年）
  - 2月2日：苫小牧東IC - 沼ノ端西IC間が無料化社会実験の対象区間に指定される。
  - 6月28日：苫小牧東IC - 沼ノ端西IC間で高速道路無料化社会実験の運用が開始される[16]。
- 2011年（平成23年）6月19日：2011年3月11日に発生した東日本大震災の復興費用確保のため、上記の無料化社会実験を一時凍結[17]。これに伴い当道路の通行料金が再び有料となる。
- 2012年（平成24年）3月17日：門別厚賀道路の日高富川IC - 日高門別IC間開通[18][19]。
- 2017年（平成29年）3月25日：沼ノ端東IC - 厚真IC間が4車線化。
- 2018年（平成30年）4月21日：門別厚賀道路の日高門別IC - 日高厚賀IC間開通[20]。
- 2025年（令和7年）3月13日：「（仮称）新冠IC」のIC名称が「新冠IC」に正式決定[21]。

### 開通予定年度
- 2025年（令和7年）度 : 日高厚賀IC - 新冠IC[10]
- 未定：新冠IC - 浦河町

## 路線状況

### 車線・最高速度・料金
| 区間                    | 車線 上下線=上り線+下り線 | 最高速度 | 料金 | 備考 |
| ----------------------- | ------------------------- | -------- | ---- | ---- |
| 苫小牧東IC - 沼ノ端西IC | 4=2+2                     | 100 km/h | 有料 |      |
| 沼ノ端西IC - 沼ノ端東IC | 2=1+1 （暫定2車線）       | 80 km/h  | 無料 | ※1   |
| 沼ノ端東IC - 厚真IC     | 4=2+2                     | 100 km/h | 無料 |      |
| 厚真IC - 日高厚賀IC     | 2=1+1 （暫定2車線）       | 70 km/h  | 無料 | ※1   |

- ※1：一部、4車線の区間あり

### 主な構造物
- 苫小牧東IC - 厚真IC
  - 東インター大橋（勇払川）
  - 植苗高架橋
  - ウトナイランプ橋
  - 苫東大橋（勇払川）
  - 静川高架橋（橋長1410 m）
  - 上厚真跨道橋
  - 共和高架橋（橋長1017 m）
- 厚真IC - 日高富川IC
  - 厚真川橋
  - 入鹿別川橋
  - 清流鵡川大橋（鵡川）
  - イモッペ川橋
  - 珍川橋
- 日高富川IC - 日高厚賀IC
  - 新沙流川橋（沙流川）
  - 豊郷トンネル
  - 厚賀トンネル

### 交通量
24時間交通量（台） 道路交通センサス
| 区間                        | 平成17（2005）年度 | 平成22（2010）年度 | 平成27（2015）年度 | 令和3（2021）年度 |
| --------------------------- | ------------------ | ------------------ | ------------------ | ----------------- |
| 苫小牧東IC/JCT - 沼ノ端西IC | 04,008             | 06,283             | 05,992             | 05,079            |
| 沼ノ端西IC - 沼ノ端東IC     | 03,126             | 03,117             | 03,053             | 03,223            |
| 沼ノ端東IC - 苫東中央IC     | 10,862             | 11,803             | （10,353）         | 0（9,777）        |
| 苫東中央IC - 厚真IC         | 10,993             | 11,674             | 11,236             | 11,397            |
| 厚真IC - 鵡川IC             | 09,299             | 11,074             | 10,777             | 10,797            |
| 鵡川IC - 日高富川IC         | 調査当時未開通     | 08,837             | 08,798             | 08,591            |
| 日高富川IC - 日高門別IC     | 調査当時未開通     | 調査当時未開通     | 04,831             | 05,361            |
| 日高門別IC - 日高厚賀IC     | 調査当時未開通     | 調査当時未開通     | 調査当時未開通     | 04,559            |
| 日高厚賀IC - 東静内IC間     | 未開通             | 未開通             | 未開通             | 未開通            |

※（）付きは推定値
（出典：「平成22年度道路交通センサス」・「平成27年度全国道路・街路交通情勢調査」・「令和3年度全国道路・街路交通情勢調査」（国土交通省ホームページ）より一部データを抜粋して作成）
- 平成22年度の調査期間中において有料区間全線では、高速道路無料化社会実験が行われていた。
- 令和2年度に実施予定だった交通量調査は新型コロナウイルス感染症の影響で延期され[22]、翌年度に実施された。

### 管理者
- 苫小牧東IC - 沼ノ端西IC：東日本高速道路株式会社北海道支社
- 沼ノ端西IC - 日高厚賀IC：国土交通省 北海道開発局室蘭開発建設部

## 地理

### 通過する自治体
- 北海道
  - 胆振総合振興局管内
    - 苫小牧市 - 勇払郡厚真町 - 勇払郡むかわ町

  - 日高振興局管内
    - 沙流郡日高町 - 新冠郡新冠町 - 日高郡新ひだか町 - 浦河郡浦河町

### 接続する高速道路
- E5 道央自動車道（苫小牧東IC/JCTで接続）